# فوتسی ام‌آی‌بی
فوتسی ام‌آی‌بی (انگلیسی: FTSE MIB) شاخص بازار بورس ایتالیا است، که در سال ۲۰۰۰ راه‌اندازی شد و هم‌اکنون از ۴۰ شرکت تشکیل می‌شود.